# Religia w Tadżykistanie

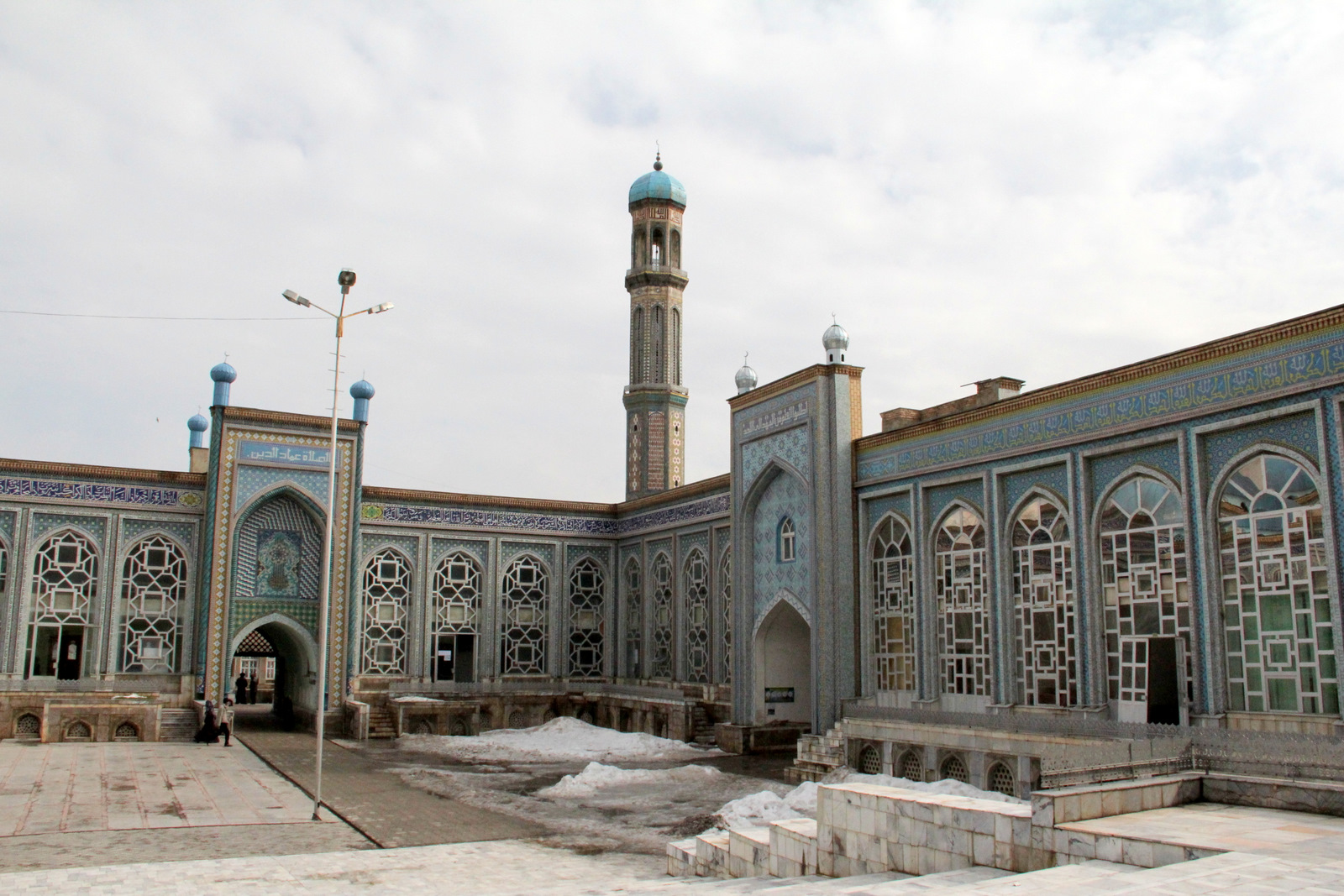
Wielki Meczet w Duszanbe

Religia w Tadżykistanie zdominowana jest przez islam, który wyznaje 96,7% ludności. Członkami innych wspólnot religijnych jest około 1,8% ludności, a 1,5% ludności nie należy do żadnej wspólnoty religijnej. Największymi mniejszościami religijnymi w Tadżykistanie są prawosławni i protestanci.
Konstytucja Tadżykistanu gwarantuje wolność wyznania, a także nadaje prawo do zgromadzeń religijnych. Jednakże zabrania uczestniczenia nieletnim w zgromadzeniach religijnych i prowadzenia działalności politycznej opartej na religii. Według raportu z 2017 roku, rząd w dalszym ciągu uniemożliwia niektórym mniejszościowym grupom religijnym zarejestrowanie swojej działalności. W ostatnich latach odnotowano także kilka przypadków przemocy i dyskryminacji wobec mniejszości chrześcijańskiej.

## Islam

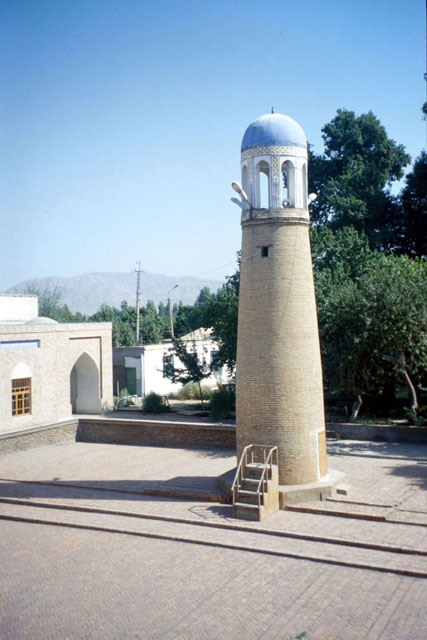
Meczet w Isfara

Islam został sprowadzony do regionu w VII wieku przez Arabów i od tamtej pory stał się dominującą religią w Azji Środkowej. Większość muzułmanów Tadżykistanu należy do sunnickiego odłamu islamu. Istnieje także mniejsza grupa szyitów (ok. 4%). W czasach Związku Radzieckiego wysiłki na rzecz sekularyzacji społeczeństwa były w dużej mierze nieskuteczne, a rządy postsowieckie odnotowały znaczny wzrost praktyki religijnej. Większość szyitów, głównie ismaelici mieszkają w okręgu autonomicznym Górski Badachszan.

## Chrześcijaństwo
Na przełomie XX i XXI wieku populacja chrześcijan, w zdecydowanej większości prawosławnych, zmniejszyła się znacząco wskutek emigracji sprowokowanej wojną domową i jej następstwami. Chrześcijanie w Tadżykistanie to przeważnie prawosławni należący do Rosyjskiego Kościoła Prawosławnego (50–80 tys. wiernych). Inne mniejsze grupy to protestanci (blisko 10 tys.), katolicy (ok. 1 tys.) i Świadkowie Jehowy (ok. 0,5 tys.).

## Inne religie
W raporcie z 2017 roku odnotowano niewielkie społeczności żydowskie, bahaistów, hinduizmu i wpływy zoroastryzmu.

## Statystyki
Dane statystyczne na 2010 rok, według książki Operation World:
| Religie/kościoły                   | Liczba osób | Procent ludności |
| ---------------------------------- | ----------- | ---------------- |
| Islam                              | 6 645 000   | 93,9%            |
| Niereligijni                       | 353 742     | 5%               |
| Prawosławni                        | 63 000      | 0,9%             |
| Koreański Kościół Zielonoświątkowy | 2300        | 0,03%            |
| Kościół zielonoświątkowy           | 1750        | 0,025%           |
| Kościół Adwentystów Dnia Siódmego  | 1350        | 0,02%            |
| Kościół katolicki                  | 1000        | 0,015%           |
| Kościół baptystyczny               | 1000        | 0,015%           |
| Kościół Luterański                 | 800         | 0,01%            |
| Bahaizm                            | 707         | 0,01%            |
| Unia Ewangeliczna                  | 600         | 0,008%           |
| Świadkowie Jehowy                  | 350         | 0,005%           |